# Екстаз святої Терези (боцетто)
Екстаз святої Терези — боцетто, або ескіз майбутньої скульптурної групи, створений в теракоті італійським скульптром доби Розвиненого бароко Лоренцо Берніні (1598—1680).

## Провал у кар'єрі Берніні

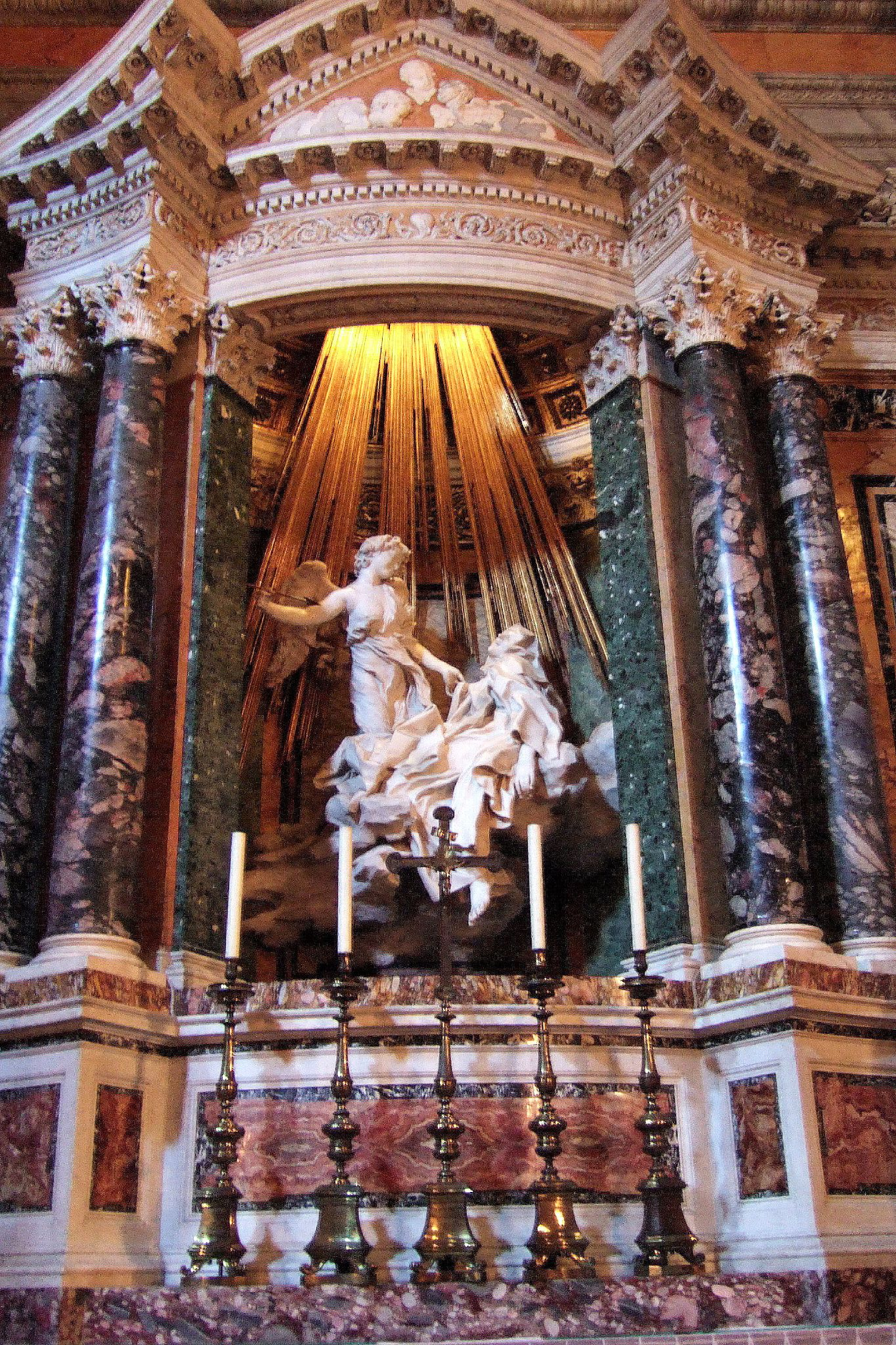
«Екстаз святої Терези» у Санта Марія делла Вітторіа

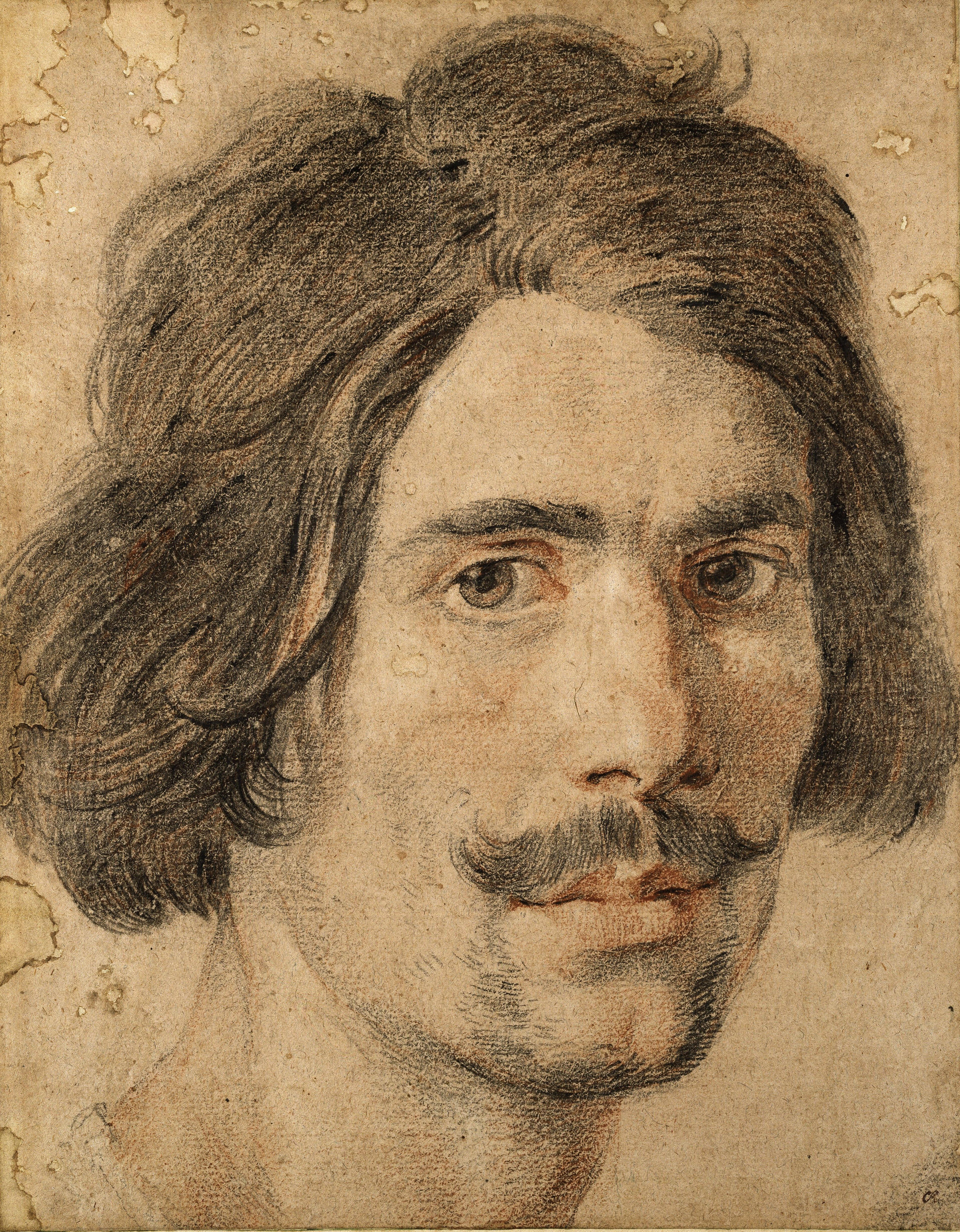
Автопортрет Берніні. 1625 р., Оксфорд.

Берніні користувався повагою папського двору, створив власну майстерню, що рясніла помічниками й виконавцями його задумів і проектів, робила всі технічні розрахунки та реалізацію ідей. Він швидко став диктатором у мистецтві Риму. У віці 22 роки він створив погруддя папи римського Павла V, що було надзвичайно відповідальним завданням. Погруддя сподобалось. І кар'єра Лоренцо швидко пішла вгору. Місце головного папського майстра Лоренцо Берніні утримав і при новому папі, яким став Урбан VIII. Довгий понтифікат папи — 1623–1644 рр. — надав можливість надзвичайно повно розкрити здібності талановитого Берніні як у скульптурі, так і в архітектурі. Про це добре відомо з джерел. Живопис через надзвичайне завантаження Берніні облишив.
Але в його художній кар'єрі був і провал. Він настав в роки понтифікату папи римського Іннокентія Х (1644—1655). Папа не схотів бути меценатом і патроном Берніні. Митець перестав бути папським обранцем, покинув папський палац у Ватикані, але не перестав бути геніальним скульптором. Саме в ці роки він доробив надгробок померлого папи Урбана VIII, а на замовлення венеціанського кардинала Федеріко Корнаро — скульптурну групу «Екстаз святої Терези».

## Окраса каплиці Корнаро
Скульптурна група присвячена Св. Терезі Авільській, черниці з Іспанії XVI століття, яку папський двір оголосив святою. В одному зі своїх листів свята Тереза розповіла про всій сон-видіння: «До неї наблизився янгол в тілесному образі» і пробив її черево золотою стрілою з вогняним вістрям, від чого вона відчула «солодку муку». Лоренцо Берніні з помічниками майстерні перевів містичне видіння у мармурову скульптуру.
Скульптурна група виконана з білого каррарского мармуру. Її встановили у вівтарну нішу на тлі визолочених бронзових променів, котрі символізували Господнє сяйво. Скульптурна група, присвячена Св. Терезі Авільській, стала окрасою римської церкви Санта Марія делла Вітторіа й одним із програмних творів Берніні.

## Опис твору
Невелике боцетто (ескіз) у збірці Ермітажу відображає пошуки першого варіанта скульптурної композиції, де автор шукав вигідне розташування янгола і святої Терези, аби найбільш повно розкрити сюжет. Тереза лежить на хмарі, її ліва рука знесилено впала. Янгол з солодкою посмішкою притримує чернече вбрання Терези і готовий влучити вогняною стрілою в її черево. Швидке ліплення скульптурного ескіза зосереджене на головних персонажах. Але вже знайдено їх розташування і містичний вітер, який нечувано підсилював виразність скульптур Лоренцо Берніні, вітер, що і тут роздмухував нетутешній одяг янгола. Кількість хмари в ескізі значно менша, ніж в готовій скульптурі. Для підсилення враження у готовому творі скульптор подав і оголену ногу Терези. Теракотовий ескіз був пошкоджений і втратив голівку янгола, долоні і частину крила.